# Andreas Diebitz
Andreas Diebitz (* 11. Januar 1965 in Dresden) ist ein ehemaliger deutscher Fußballspieler.

## Sportliche Laufbahn
Im Jahr 1972 wechselte Andreas Diebitz von der BSG Empor Dresden-Löbtau, bei der er mit dem Fußballspielen unter seinem 1. Übungsleiter Manfred Schmerbach begonnen hatte, zur SG Dynamo Dresden. Im Zuge der Wiedereingliederung der 2. Mannschaften der Oberligaclubs und -gemeinschaften aus der aufgelösten Nachwuchsoberliga in den Spielbetrieb der Bezirksligen im Sommer 1983 und der damit verbundenen Aufstiegsmöglichkeit in die zweithöchste Spielklasse, die Liga, tauchte der Defensivmann in der Spielzeit 1984/85 mit der Reserveelf der Dresdner Dynamos, die 1983/84 Bezirksmeister geworden war und sich in der Aufstiegsrunde durchgesetzt hatte, im überregionalen Fußball der DDR auf. Für Dynamo Dresden II absolvierte Diebitz bis zur Saison 1988/89, nach der die Zweitvertretung aufgelöst wurde, 87 Spiele, in denen er 13 Treffer erzielte.
Parallel dazu gaben ihm die Trainer der Dresdner Oberligamannschaft, Klaus Sammer (bis Sommer 1986) und dessen Nachfolger Eduard Geyer, immer wieder Bewährungschancen in der höchsten Spielklasse der DDR. Sein Oberligadebüt gab der zu diesem Zeitpunkt 21-Jährige am 21. Spieltag der Saison 1985/86 bei der 1:2-Auswärtsniederlage beim FC Rot-Weiß Erfurt. In der Saison 1987/88 gehörte Diebitz mit 25 Einsätzen zum Stammpersonal der Schwarzgelben, die den 3. Platz belegten. Im Meisterjahr 1988/89 war er in der Vorrunde in elf von 13 Partien, davon 10 in der Startformation, ebenfalls als Stammkraft am Ball und wurde vor der Winterpause ebenso in fünf der sechs Dresdner Europapokalspiele in jener Saison, die später im erstmaligen Erreichen des UEFA-Pokalhalbfinales gipfelte, in der Anfangself aufgestellt. Die Rückrunde verpasste Diebitz in der Oberliga und auf internationalem Parkett, erhielt aber im Frühjahr 1989 noch in der 2. Mannschaft der SGD Einsatzzeit.
Mit der Einführung von Spielerverträgen im ostdeutschen Fußball im Sommer 1989 war ebenfalls eine Regelung verbunden, die es einem Kontingent von sechs Spielern der Oberligateams ermöglichte in Ligagemeinschaften Spielpraxis zu sammeln. So spielte Andreas Diebitz im Herbst 1989 im Wechsel in der Oberliga für Dynamo Dresden – plus einem Einsatz im Landesmeistercup – und in der Liga für die TSG Meißen, die den Startplatz der früheren 2. Mannschaft der SGD übernommen hatte. In der Rückrunde dieser Spielzeit wurde Diebitz dann ausschließlich bei Dynamo Dresden eingesetzt und holte mit seinen Mannschaftskameraden unter dem neuen Trainer Reinhard Häfner im Frühjahr 1990 den zweiten DDR-Meistertitel in Folge. Im gewonnenen Pokalfinale gegen den PSV Schwerin wurde er nicht eingesetzt, aber hatte mit zwei Einsätzen in den vorhergehenden Runden des FDGB-Pokals Anteil am Gewinn des Doubles. In der finalen Saison des eigenständigen ostdeutschen Fußballs wurde der Defensivakteur noch einmal im Pokal, aber nicht mehr in den Punktspielen für den inzwischen als 1. FC Dynamo Dresden firmierenden Verein eingesetzt.
Nach einem Transfer im Winter 1990/91 zum FC Sachsen Leipzig kämpfte Diebitz mit dem Chemie-Nachfolger um den Einzug in die nunmehr gesamtdeutsche 2. Bundesliga, der aber mit einem 12. Platz weder direkt noch über die nachgelagerte Aufstiegsrunde gelang. Am 22. Spieltag schoss er gegen seinen Ex-Verein aus Dresden beim 1:0-Heimsieg des FC Sachsen sein zweites und letztes Oberliga-Tor in insgesamt 71 Partien. In der Folgesaison wurde das Team aus Leipzig-Leutzsch in der Drittklassigkeit jener auf dem Gebiet der früheren DDR neu eingeführten NOFV-Amateuroberliga Fünfter in der Südstaffel.
Von 1992 bis 1998 war Andreas Diebitz beim Bischofswerdaer FV 08 aktiv. Im Sommer 1998 kehrte er nach Dresden zurück. In seinem fünften und letzten Jahr beim Dresdner SC bestritt er in der Saison 2002/03 in der Regionalliga sein letztes Spiel im überregionalen Fußball, als er mit dem DSC am 33. Spieltag zu Hause gegen den FC Erzgebirge Aue mit 1:4 verlor. Danach war er bei unterklassigen Vereinen aktiv, unter anderem bei der SG Kesselsdorf in der Bezirksklasse. Zum Jahreswechsel 2006/07 übernahm er den Trainerposten beim Dresdner SC, dessen Co-Trainer er bereits in seinen letzten beiden Spielzeiten als Aktiver im Heinz-Steyer-Stadion war, für die Rückrunde in der Bezirksliga.